# Rudani
Rudani je naselje u Republici Hrvatskoj, u sastavu Općine Žminj, Istarska županija. 

## Stanovništvo
Prema popisu stanovništva iz 2001. godine, naselje je imalo 108 stanovnika te 39 obiteljskih kućanstava.
| broj stanovnika |       |       | 107   | 121   | 125   | 169   |       |       | 184   | 172   | 161   | 150   | 137   | 126   | 108   | 108   | 110   |
|                 | 1857. | 1869. | 1880. | 1890. | 1900. | 1910. | 1921. | 1931. | 1948. | 1953. | 1961. | 1971. | 1981. | 1991. | 2001. | 2011. | 2021. |

## Poznate osobe
- Ive Rudan, hrvatski književnik, povjesničar, etnolog i publicist